# Inzinzac-Lochrist
Inzinzac-Lochrist är en kommun i departementet Morbihan i regionen Bretagne i nordvästra Frankrike. Kommunen ligger i kantonen Hennebont som tillhör arrondissementet Lorient. År 2022 hade Inzinzac-Lochrist 6 631 invånare.

## Befolkningsutveckling
Antalet invånare i kommunen Inzinzac-Lochrist
| Referens: INSEE |